# Guarocuyus jaraguanus
Guarocuyus jaraguanus — вид веретільницеподібних ящірок родини Diploglossidae. Ендемік Домініканської Республіки. Описаний у 2022 році. Це єдиний представник монотипового роду Guarocuyus, названого на честь касика Енрікильо, ім'я якого мовою таїно звучало як Гуарочуа  .

## Поширення і екологія
Guarocuyus jaraguanus відомі з типової місцевості, розташованої на двох сусідніх невеликих острівцях-кеях в Лагуні-де-Ов'єдо на території Національного парку Харагуа. Вони ведуть деревний, нічний спосіб життя. Відрізняються від інших представників підродини своїм напівчіпким хвостом і перетинчастими пальцями.